# Майкл Бьорстон
Майкл Річард Бьорстон, більш відомий за сценічним псевдонімом Würzel (англ. Michael Richard Burston, 23 жовтня 1949 — 9 липня 2011) — британський рок-музикант, відомий як гітарист гурту «Motörhead» з 1984 до 1995 року. Поки він був у гурті «Motörhead», той випустив шість студійних альбомів та два концертні альбоми.

## Біографія
До свого приєднання до гурту «Motörhead» у 1984 році, Майкл Бьорстон служив капралом у британській армії. Його 1-ий батальйон Глостерширського полку розташовувався у Північній Ірландії та в Німеччині. Під час служби він грав у гуртах «Bastard» та «Warfare». Також, на початку 1980-х він грав у гурті з міста Челтнем, який спочатку називався «Made in England», а потім змінив назву на «The Meek». Пізніше він разом із іншим порівняно маловідомим на той момент музикантом Філом Кемпбеллом взяв участь у кастингу на місце нового гітариста гурту «Motörhead». Їх двох взяли до гурту. Новий склад гурту дебютував під час запису музики для популярного тоді серіалу «The Young Ones» 14 лютого 1984 року. Майкл Бьорстон також брав участь у записі альбому «Metal Anarchy» гурту «Warfare» в 1985 році.
Його армійський позивний «Würzel» став його сценічним псевдонімом. Він отримав такий позивний через свою схожість на літературного персонажа Ворцеля Гамміджа: волосся як у опудала та поведінку сільської людини. Леммі Кілмістер, фронтмен гурту «Motörhead», вмовив його додати умлаут в літері "u" його псевдоніму, бо це було модно у середовищі хеві-металу.
За час його перебування у гурті змінилося декілька барабанщиків, доки він сам не полишив гурт у 1995 році. Бьорстон брав участь у записі альбому «Sacrifice», але у турі після нього вже не виступав. Замість того щоб шукати йому заміну, гурт повернувся до схеми із трьома солістами замість чотирьох. Пізніше він кілька разів з ними виступав гостем, на Download Festival 2008 і на Guilfest 2009, а також на кількох інших виступах під час туру гурту Великою Британією 2008 року.
Майкл Бьорстон записав спій перший міні-альбом «Bess» у 1987 році. Він звучав схоже до «Motörhead», але дозволив йому втілити деякі свої ідеї. У 1998 році, натхненний психоделічним досвідом під час свого перебування у Бельгії, Бьорстон записав і випустив імпровізований авангардний альбом під назвою «Chill Out or Die».

## Смерть
9 липня 2011 року Тім Бутчер, бас-технік гурту «Motörhead», повідомив про смерть Майкла Бьорстона. Причиною смерті була фібриляція шлуночків серця спричинена кардіоміопатією. Перед смертю він працював над новим матеріалом для свого нового гурту «Leader of Down», який вже встиг оголосити про вихід їхнього дебютного синглу на початку 2010-х років. Наступного дня «Motörhead» присвятив йому виступ на фестивалі «Sonisphere» у Гартфордширі.